# Maithripala Sirisena
Pallewatte Gamaralalage Maithripala Sirisena (Gampaha, 3 de septiembre de 1951) es un agrónomo y político ceilandés, quien es el presidente de Sri Lanka del 9 de enero de 2015 al 18 de noviembre de 2019. Debutó en la política en 1989 como miembro del Parlamento de Sri Lanka, y desde 1994 ha ocupado diversos cargos ministeriales. Era secretario general del Partido de la Libertad de Sri Lanka y ministro de salud, cuando en noviembre de 2014 anunció que se postularía a presidente. Ganó la elección contra todo pronóstico, que vaticinaba una victoria opositora.

## Biografía

### Primeros años y educación
Nació en Yagoda, en el distrito de Gampaha, en el seno de una familia de granjeros. Fue educado en diversas escuelas, entre ellas la North Central Province en Polonnaruwa (antigua capital de los monarcas cingaleses entre el siglo XI y XIII) y en la Escuela de Agricultura de Kundasale, cerca de Kandy. Estudió ciencias políticas en el Instituto Literario Maxim Gorky, en Moscú, Rusia.

### Inserción a la política
Ya desde muy joven se sintió atraído por la política, especialmente por los sectores de extrema izquierda, que hicieron tambalear a la joven democracia de Sri Lanka, que recién se había independizado del Imperio británico en 1972. Ya adolescente, militó el Partido Comunista de Sri Lanka, con tendencia maoísta, pero posteriormente lo abandona e ingresa al Partido de la Libertad de Sri Lanka (SLNP), de tendencia socialista liderado por Sirimavo Bandaranaike, en el que Sirisena llegó a ser secretario de las juventudes del partido.